# Буџак (Украјина)
Буџак je јужни део историјског округа Бесарабија, сада најзападнији део Украјине, који спада у Одеску област, и јужни крај Молдавије. Подручје је закључано између Црног мора и река Дунава, Прута и Дњестра.
Име је одавде пренето на читаву територију изван Прута, јер је овом земљом владала династија Басарабе и била је према Влашки.
Име Буџак (тур. Bucak) је османско и потиче из периода 1484—1812. Преводи се као „угао” или „мирно место”, јер је подручје географски затворено између Црног мора, Дунава, Прута и брдовитог дела севера.

## Види jош
- Jедисан